# Patterson Springs (Carolina del Norte)
Patterson Springs es un pueblo ubicado en el condado de Cleveland, Carolina del Norte, Estados Unidos. Tiene una población estimada, a mediados de 2021, de 578 habitantes.

## Geografía
La localidad está ubicada en las coordenadas 35°13′58″N 81°30′58″O / 35.23278, -81.51611 (35.23276, -81.516148). Según la Oficina del Censo, la localidad tiene un área total de 2.66 km², correspondientes en su totalidad a tierra firme.

### Localidades adyacentes
El siguiente diagrama muestra a las localidades en un radio de 16 kilómetros (9,9 mi) de Patterson Springs.

## Demografía
En el 2000, los ingresos promedio de los hogares eran de $32,368 y los ingresos promedio de las familias eran de $34,500. Los ingresos per cápita para la localidad eran de $15,092. Los hombres tenían ingresos per cápita por $31,591 frente a los $25,577 que percibían las mujeres. Alrededor del 16.50% de la población estaba bajo el umbral de pobreza nacional.
De acuerdo con la estimación 2017-2021 de la Oficina del Censo, los ingresos promedio de los hogares son de $33,750. Alrededor del 28.6% de la población está bajo el umbral de pobreza nacional.